# Ван Бісбрук (місячний кратер)
Кра́тер Ван Бі́сбрук (лат. Van Biesbroeck) — невеликий метеоритний кратер, що перекриває південну частину валу кратера Крігер в Океані Бур на видимому боці Місяця. Назву присвоєно на честь бельгійсько-американського астронома Джорджа Ван-Бісбрука (1880—1974) й затверджено Міжнародним астрономічним союзом у 1976 році.

## Опис кратера

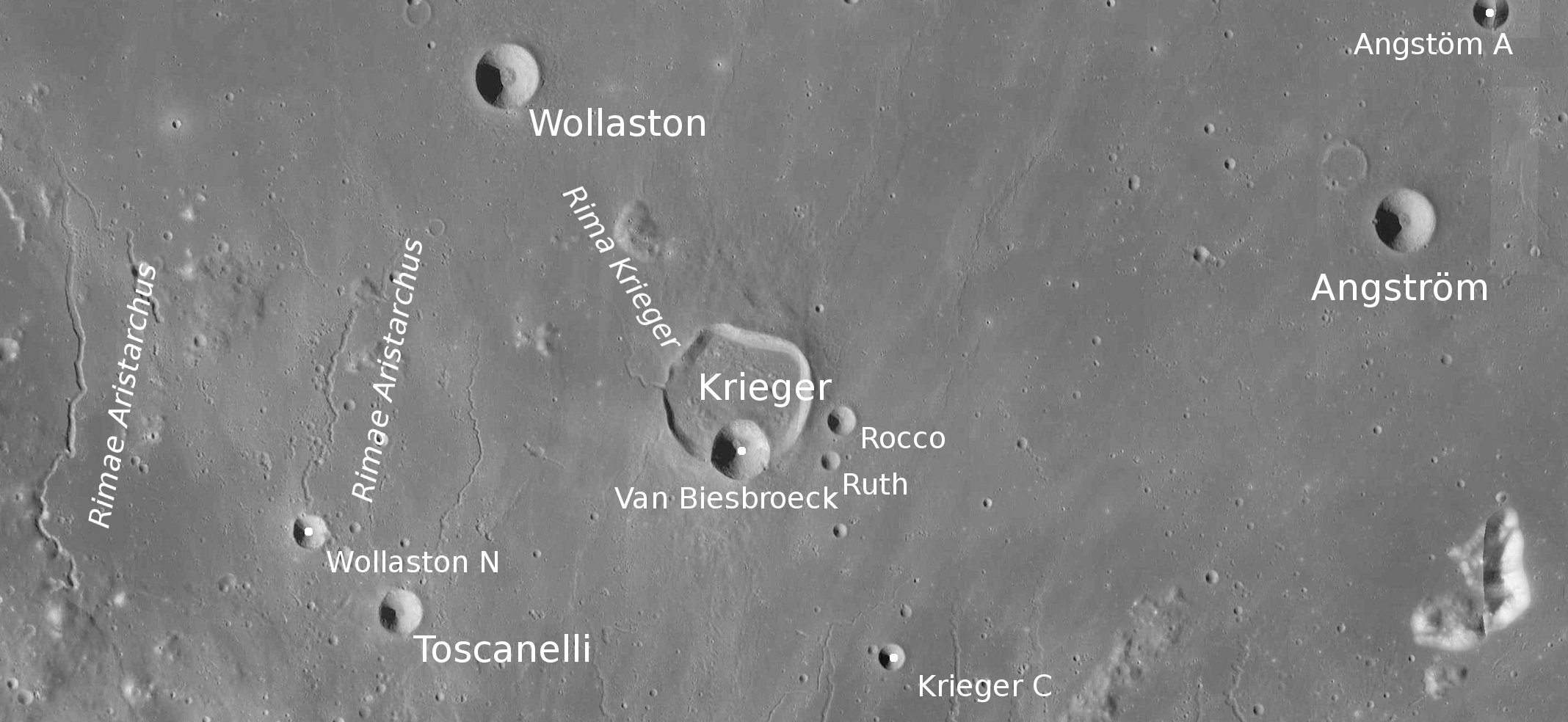
Околиці кратера Ван Бісбрук. Світлина зонда Lunar Reconnaissance Orbiter.

Найближчими сусідами кратера є малий кратер Волластон на північному заході; крихітні кратери Рокко і Рут на сході; малий кратер Тосканеллі на південному заході. На захід і південь від кратера розташовуються борозни Аристарха; на південному заході — уступ Тосканеллі. Селенографічні координати центра кратера 28°46′ пн. ш. 45°35′ зх. д. / 28.77° пн. ш. 45.59° зх. д., діаметр 9,1 км, глибина 1,61 км.

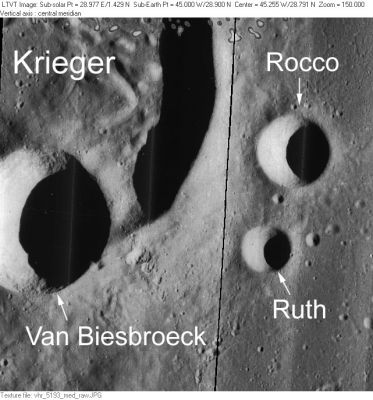
Світлина зонда Lunar Orbiter 5

Кратер має чашоподібну форму с невеликою ділянкою плоского дна. Висота валу над навколишньою місцевістю — 330 м, об'єм кратера становить приблизно 29 км³.. Внаслідок розташування кратера Ван Бісбрук на валу кратера Крігер висота валу першого є досить нерівномірною.
У кратері зареєстровані термальні аномалії під час місячних затемнень. Це явище пояснюється малим віком кратера та відсутністю достатнього шару реголіту, що виконує роль теплоізолятора. Явище є характерним для більшості молодих кратерів.
До свого перейменування у 1976 році кратер називався сателітним кратером Крігер B.